# Publiusz Klodiusz Pulcher
Publiusz Klodiusz Pulcher (Publius Clodius Pulcher) urodzony jako Publiusz Klaudiusz Pulcher (Publius Claudius Pulcher) (ur. ok. 92 p.n.e., zm. 18 stycznia 52 p.n.e.) – polityk rzymski, przywódca ruchów plebejskich.

## Życiorys
Pochodził z jednego z najznakomitszych patrycjuszowskich rodów rzymskich. Syn Appiusza Klaudiusza Pulchra konsula w 79 p.n.e. oraz Cecylii Meteli. Pierwszy mąż Fulwii, a ojciec Klaudii Pulchry, pierwszej żony późniejszego cesarza Augusta.

### Początki kariery
Od początku kariery cechowało go wichrzycielstwo. Udział w  III wojnie z Mitrydatesem pod dowództwem szwagra Lucjusza Licyniusza Lukullusa zakończył w 68 p.n.e. wznieceniem buntu. Mianowany przez innego szwagra, Kwintusa Marcjusza Reksa dowódcą jego floty, został schwytany przez piratów. Po uwolnieniu udał się do Syrii, gdzie omal nie zginął w wywołanych przez siebie zamieszkach. Po powrocie do Rzymu, w 64 p.n.e. był oskarżycielem Katyliny w procesie o zdzierstwa, ale przekupiony, wpłynął na jego uniewinnienie. W tym okresie popierał Cycerona.

### Skandal na misteriach Dobrej Bogini

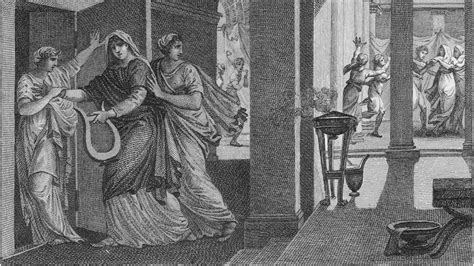
Ucieczka Klodiusza podczas skandalu w domu Cezara (XVIII-wieczna rycina)

Do zerwania z Cyceronem doszło wskutek afery podczas obrzędów ku czci Dobrej Bogini (Bona Dea), szczególnie czczonej przez kobiety rzymskie. W grudniu 62 p.n.e. Klodiusz, który jako młodzieniec pozbawiony był zarostu, w kobiecym przebraniu wkradł się do domu Cezara, ówczesnego najwyższego kapłana (pontifex maximus), gdzie akurat odbywały się doroczne misteria ku czci Dobrej Bogini i gdzie mężczyznom wstęp był wówczas zabroniony. Celem tego wtargnięcia  miała być schadzka z żoną Cezara – Pompeją. Odkryty przez Aurelię, matkę Cezara, zdołał umknąć wyprowadzony przez niewolnicę. Zajście to stało się powodem wielkiego skandalu. Klodiusza wprawdzie postawiono przed sądem, lecz uniknął on odpowiedzialności przekupując sędziów. Wygłaszane przy okazji tego oskarżenia gwałtowne ataki Cycerona stały się przyczyną trwałej nienawiści Klodiusza do mówcy.

### Przejście do stanu plebejskiego
W 61 p.n.e. był kwestorem na Sycylii. Po powrocie prawnie dokonał przejścia ze stanu patrycjuszowskiego do plebejskiego, pozwalając się w 59 p.n.e. adoptować niejakiemu Publiuszowi Fontejuszowi. Odtąd używał plebejskiej formy swego nazwiska – Klodiusz zamiast Klaudiusz. Podobnie uczyniła jego siostra Klodia (występująca pod imieniem Lesbii w miłosnych wierszach Katullusa). Przejście do stanu plebejskiego umożliwiło mu wybór na trybuna ludowego, urząd niedostępny dla patrycjuszy. Urzędowanie rozpoczął 10 grudnia 59 p.n.e. Przeprowadził szereg ustaw obliczonych na zdobycie popularności wśród plebsu.

### Ruch społeczny plebsu w okresie trybunatu Klodiusza
Jako trybun ludu Klodiusz stanął na czele niższych warstw społecznych i działał zgodnie z ich interesami. Jednym z podstawowych dążeń było zwiększenie zasięgu rozdawnictw zbożowych. Klodiusz przeprowadził ustawę wprowadzającą darmowe rozdawnictwo zboża zamiast zakupu po obniżonych cenach. Na czele komisji o szerokich uprawnieniach, powołanej do rozdawnictwa zboża, stanął Sekstiusz Klodiusz, wyzwoleniec Klodiusza. Ustawa przyniosła Klodiuszowi niezwykłą popularność i poparcie biedoty. Innym dążeniem było uzyskanie zwiększonego wpływu na rządy poprzez wzmocnienie komicjów. Uzyskano to poprzez ustawę wprowadzającą zakaz odczytywania znaków wróżebnych w dni obradowania komicjów. Deklarowanie takich dni jako niepomyślnych (obnuntiatio) było sposobem blokowania przez urzędników uchwał podejmowanych przez komicja. Ustawa usprawniła działania zgromadzeń i stworzyła z nich przeciwwagę dla senatu. Trzecią ustawą Klodiusz ponownie wprowadził możliwość działania kolegiów, swoistych klubów politycznych. Była to próba ujęcia działań plebsu w ramy organizacyjne z głównym zadaniem pokierowania działalnością zgromadzeń ludowych, komicjów. Przeprowadził też ustawę, na mocy której Cyceron zmuszony był udać się na wygnanie za skazanie na śmierć katylinarczyków. Majątek Cycerona został skonfiskowany, a jego dom na Palatynie spalony. Klodiusz utworzył zbrojne oddziały oddanych mu ludzi z najniższych warstw. Dzięki temu oraz poparciu udzielanemu mu na komicjach zdołał praktycznie zawładnąć Rzymem.

### Zmierzch wpływów Klodiusza
Sytuacja wytworzona w 58 p.n.e. doprowadziła do konsolidacji rzymskich warstw wyższych. Zacieśniła się współpraca senatu, ekwitów a także triumwirów Pompejusza i Cezara. Przeciwko oddziałom Klaudiusza utworzono dobrze uzbrojone oddziały pozostające na usługach nobilów, a kierowane przez trybuna 57 p.n.e. Tytusa Anniusza Milona. Gdy w 57 p.n.e. zaproponowano odwołanie Cycerona z wygnania, Klodiusz próbował zablokować przyjęcie tej uchwały, ale jego wysiłki zniweczył Milon, którego uzbrojone bandy rozproszyły zwolenników Klodiusza. W 56 p.n.e. Klodiusz jako edyl kurulny oskarżał Milona o stosowanie przemocy w życiu publicznym i utrzymywanie zbrojnych band. W czasie postępowania sądowego dochodziło do licznych zamieszek i sprawa ostatecznie upadła. W 53 p.n.e., gdy Milon kandydował na konsula, a Klodiusz na pretora, na ulicach Rzymu dochodziło do częstych utarczek uzbrojonych band obu rywali. W czasie przypadkowego spotkania pod Rzymem, w Bovillae Klodiusz zginął w bójce z orszakiem Milona 18 stycznia 52 p.n.e. Od stosu pogrzebowego Klodiusza spłonęła kuria, miejsce posiedzeń senatu, potraktowana przez jego zwolenników jako stos ofiarny. Powstałe rozruchy stłumił Pompejusz, wybrany na konsula pojedynczego (consul sine collega), który doprowadził do wygnania z jednej strony Milona, a z drugiej przywódców plebsu, sprawców rozruchów.

## Literatura
- T. Łoposzko, Trybunat Publiusza Klodiusza w świetle źródeł i historiografii, Warszawa 1974
- P. Moreau, Clodiana religio. Un procès politique en 61 av. J.-C., Paris 1982
- W.J. Tatum, The Patrician Tribune. Publius Clodius Pulcher, Chapel Hill 1999
- L. Fezzi, Il tribuno Clodio, Roma-Bari 2008